# هری ارل
هری ارل (انگلیسی: Harry Earle; ۲۳ نوامبر ۱۸۶۸ – ۱۹۵۱ (۸۲−۸۳ سال)) بازیکن فوتبال اهل بریتانیا بود.
از باشگاه‌هایی که در آن بازی کرده‌است می‌توان به باشگاه فوتبال ناتینگهام فارست اشاره کرد.